# Merida (Leyte)
Merida (Bayan ng Merida) är en kommun i Filippinerna. Kommunen ligger på ön Leyte, och tillhör provinsen Leyte. Folkmängden uppgår till 25 326 invånare.

## Barangayer
Merida är indelat i 22 barangayer.
| - Binabaye - Cabaliwan - Calunangan - Calunasan - Cambalong - Can-unzo - Canbantug - Casilda - Lamanoc - Libas - Libjo | - Lundag - Mahalit - Mahayag - Masumbang - Poblacion - Puerto Bello - San Isidro - San Jose - Macario - Tubod - Mat-e |